# Танака, Тикагэ
Тикагэ Танака (田中•千景 родилась 23 июня 1973 года в гор. Тино префектура Нагано) — японская конькобежка, специализирующаяся в шорт-треке. Участвовала в Олимпийских играх 1998, 2002 и 2006 годов. Трёхкратная бронзовый призёр чемпионатов мира.

## Спортивная карьера
Тикагэ Танака родилась в небольшом городке Чино, где и начала кататься на коньках в возрасте 3-х лет, последовав за своим старшим братом. Первоначально занималась конькобежным спортом и на втором курсе средней школы в Чино заняла третье место на дистанции 1000 метров среди младших классов. Когда Тикагэ училась в средней школе Окая Хигаси на первом курсе в префектуре Нагано, она заняла 3-е место на зимнем национальном спортивном фестивале на 1000 м, на втором курсе также заняла 3-е место на 500 и 1000 метров. На Национальном чемпионате стала третьей на 500 метров. Позже поступила в Токийский женский колледж физического воспитания и сразу переключилась на шорт-трек, что было более удобно для её телосложения.
В национальную сборную по шорт-треку попала в 22 года и в 1996 году на чемпионате мира в Гааге заняла с командой в эстафете 6-е место, а в марте 1997 года Тикагэ выиграла бронзовую медаль на домашнем чемпионате мира в Нагое в эстафете. На командном чемпионате мира в Сеуле также заняла третье место. На Олимпийских играх в Нагано заняла 9-е место на 500 м и 15-е на 1000 м, а в эстафете вместе с командой стала 4-й, проиграв третье место Канаде.
В 1999 году на зимних Азиатских играх в Канвоне выиграла серебро в эстафете. На командном чемпионате мира заняла 5-е место, а на чемпионате мира в Софии в общем зачёте заняла 16 место. Тогда же дебютировала на этапах кубка мира. Очередной 2000 год начался бронзой командного чемпионата мира в Гааге., затем осталась 10-й в многоборье на мировом чемпионате в Шеффилде и стала 4-й в эстафете, на следующий год она повторила свой индивидуальный результат в многоборье и в эстафете в южнокорейском Чонджу.
Олимпийские игры в Солт-Лейк-Сити прошли для Тикагэ Танаки вновь без медалей, заняв 12-е место на 500 метров и 7-е места на 1000 и 1500 метров она вновь в эстафетной команде заняла 4-е место, как и четыре года назад. После она решила закончить свою соревновательную карьеру, но в 2004 году вернулась. На чемпионате мира среди команд в Чхунчхоне и в эстафете в Пекине осталась 4-й. На Олимпиаде в Турине участвовала на дистанции 500 метров, где заняла 17-е место и в эстафете заняла 7-е место. В общей сложности выступала за сборную Японии 11 лет и закончила карьеру после Олимпиады 2006 года, как и многие её напарницы по команде. До Олимпийских игр в Турине имела рекорды Японии на всех дистанциях 500, 1000, 1500 и 3000 метров.

## Работа на пенсии
Вышла замуж сразу после окончания карьеры в 2006 году. В настоящее время Тикагэ Танака на пенсии и работает учителем физкультуры, одновременно работая советником женского волейбольного клуба в средней школе префектуры Нагано, и пользуется популярностью среди учеников. Также помогает в тренировках многим японским шорт-трекистам.